# Мелова къща
Меловата къща (на албански: Banesa e Dinka Meles, Banesa e Donika Melo) е възрожденска къща в деволското село Хочища, Република Албания. На 16 февруари 1979 година е обявена за архитектурен паметник на Албания.

## Описание
Сградата има характерни прозорци и малки балкони. Реконструирана е в 1980 година и е добре поддържана от жителите.